# Fédéralisme au Québec

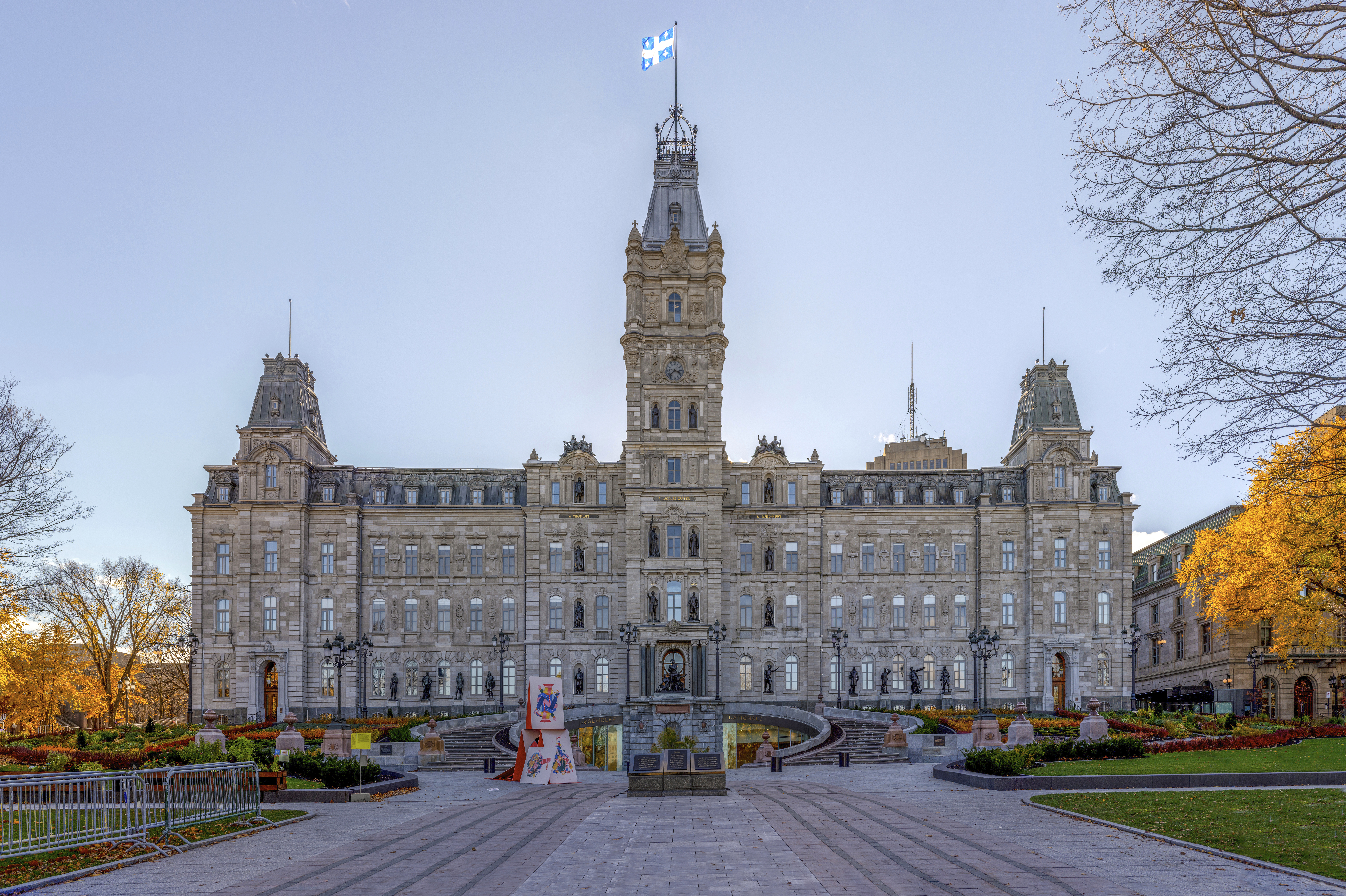
L'Assemblée nationale du Québec.

Le fédéralisme au Québec désigne le mouvement politique qui prône que le Québec conserve son statut de province au sein de la fédération canadienne, plutôt que de devenir un pays souverain et indépendant. Le fédéralisme s'oppose donc au souverainisme québécois, qui prône l'indépendance du Québec.
Le fédéralisme québécois désigne une idéologie générale. Au sein de ce mouvement, des opinions diverses peuvent être perçues. Certains fédéralistes sont partisans d'un statu quo alors que d'autres prônent une modification de la Constitution du Canada afin d'accorder plus de pouvoirs au Québec. Les partisans du fédéralisme au Québec sont appelés « fédéralistes ».

## Branches idéologiques
Bien qu'habituellement le terme « fédéraliste » soit souvent utilisé pour toute personne n'adhérant pas à l'idéologie souverainiste, il y a tout de même deux branches distinctes du fédéralisme québécois, celles-ci incluent fédéralisme nationaliste et fédéralisme centralisateur.

### Fédéralisme nationaliste
Les fédéralistes nationalistes défendent le concept du Québec demeurant au Canada, tout en revendiquant une plus grande autonomie au sein de la fédération canadienne, ainsi que la reconnaissance constitutionnelle du peuple québécois comme partie d'une société distincte. L'Union nationale sous Maurice Duplessis était nationaliste ou autonomiste sans prôner explicitement l'indépendance du Québec avant l'arrivée de Daniel Johnson à la tête du parti. Le Parti libéral du Québec était un parti majeur du fédéralisme nationaliste aux époques de Jean Lesage et de Robert Bourassa. Toutefois, depuis l'échec des accords du lac Meech et de Charlottetown, ainsi que du référendum de 1995 au Québec sur la question de la souveraineté, le parti n'a aucun plan pour la reconnaissance nationale officielle. Robert Bourassa, Jean Lesage et Brian Mulroney furent des adhérents notables à cette idéologie. De 1994 à 2012, c'était l'Action démocratique du Québec, avec sa vision autonomiste du Québec, qui faisait entendre la voix des fédéralistes nationalistes québécois dans l'opposition à l'Assemblée nationale du Québec. La Coalition avenir Québec a repris le flambeau de l'ADQ pour représenter cette mouvance.
Une idée développée par les fédéralistes nationalistes est celle où le Québec doit absolument brandir la menace de la souveraineté pour que le Canada anglophone consente à faire des concessions constitutionnelles. Cette idée fut notamment soulevée par le politologue Léon Dion, père de l'ex-ministre fédéral (et ex-chef libéral) Stéphane Dion, et adoptée par l'ex-premier ministre fédéraliste du Québec, Robert Bourassa, qui affirma que la seule façon de négocier avec le Canada est de lui tenir un « couteau à la gorge ».

### Fédéralisme centralisateur
Les fédéralistes centralisateurs défendent le concept du Québec demeurant dans le giron canadien en conservant plus ou moins le statu quo concernant la reconnaissance constitutionnelle et les compétences provinciales dans les domaines comme les taxes et impôts, la santé et l'immigration. Ils défendent aussi le rôle majeur joué par le gouvernement fédéral dans la fédération, avec des empiètements occasionnels dans les compétences provinciales. Faisant valoir le caractère non territorial des deux principales collectivités linguistiques et de leurs identités, ils craignent qu'une reconnaissance d'un statut particulier du Québec par le Canada favoriserait de fait la sécession à moyen terme du Québec, soit dans un cadre politique confédéral liant deux États-nations — le Québec (français) d'un côté et le reste du Canada ou Canada anglophone de l'autre — , soit dans une fédération si asymétrique que l'ensemble risquerait de devenir ingouvernable. Le Parti égalité, qui fut un parti de protestation anglophone au Québec de 1989 à 1994 avant que ses électeurs reviennent à leur berceau libéral traditionnel, adhérait plus ou moins à cette idéologie.
Cette mouvance est associée à l'ancien premier ministre canadien Pierre Elliott Trudeau, de même qu'à Jean Chrétien et Stéphane Dion. La revue politique Cité libre fut un médium notable de cette idéologie. L'ancien premier ministre québécois Philippe Couillard (2014-2018) est souvent associé à cette mouvance.

## Partis politiques fédéralistes
Sur la scène provinciale, deux partis majeurs sont de l'idéologie fédéraliste :
- Parti libéral du Québec (PLQ). Le PLQ est le parti qui a traditionnellement défendu l'idéologie fédéraliste.
- Action démocratique du Québec (ADQ). Bien que l'ADQ ait appuyé le camp du « oui » lors du référendum de 1995 au Québec, son ancien chef et fondateur, Mario Dumont, est plus conservateur que souverainiste. La plateforme politique de l'ADQ se base plutôt sur le Rapport Allaire, un document qui milite en faveur de pouvoirs politiques étendus pour le Québec. La position constitutionnelle de l'ADQ a donc évolué vers une solution mitoyenne, l'autonomisme (qui pourrait être comparé à une autonomie à la catalane, avec des pouvoirs étendus).  L'ADQ n'existe plus officiellement, ayant fusionné le 14 février 2012 avec la CAQ de François Legault. La Coalition avenir Québec (CAQ) est une coalition comprenant des souverainistes québécois et des fédéralistes nationalistes plus conservateurs que libéraux.
- L'Union citoyenne du Québec (UCQ) Parti créé en 2012, fédéraliste et de gauche.
- Parti conservateur du Québec (PCQ) Parti créé en 2009, fédéraliste, de droite et ultraconservateur.
- Parti vert du Québec (PVQ) Parti refondé en 2001, fédéraliste, de gauche et écosocialiste. Le parti soutient la reconnaissance de la nation québécoise au sein d’un Canada uni, il revendique également une plus grande autonomie régionale, ainsi qu’un droit de veto pour l’ensemble des provinces, des municipalités ainsi que des Premières Nations, afin qu’ils puissent bloquer les projets de développement économiques qui ne sont pas dans leurs intérêts. La formation se dit cependant défavorable au statu quo actuel, le PVQ appuie un fédéralisme renouvelé[7].

Depuis le schisme entre le Nouveau Parti démocratique du Québec et le Nouveau Parti démocratique fédéral, il n'y a pas eu de parti fédéraliste majeur de gauche au Québec. Sur la scène fédérale, exception faite du Bloc québécois, tous les partis partagent l'idéologie du fédéralisme.